# Nick Drnaso
Nick Drnaso (* 1989 in Palos Hills, Illinois) ist ein US-amerikanischer Comicautor.

## Werk
Drnaso ist bekannt für seine Graphic Novels Beverly (2016) und Sabrina (2018; deutsch übersetzt von Daniel Beskos und Karen Köhler). Letzteres wurde als erstes Comic überhaupt für den wichtigsten britischen Literaturpreis, den Man Booker Prize, nominiert. Drnasos Zeichenstil erinnert an seine Zeitgenossen Daniel Clowes, Adrian Tomine oder Chris Ware. Die britische Schriftstellerin Zadie Smith pries Sabrina als „das beste Buch in – irgendeinem Medium – das ich über unseren zeitgenössischen Moment gelesen habe“.

## Auszeichnungen
- 2016 Los Angeles Times Book Prize für Beverly
- 2018 Erwähnung in der Longlist des Man Booker Prize für Sabrina
- 2019 The New York Public Library’s Young Lions Fiction Award für Sabrina

## Werk
- Beverly, Drawn and Quarterly, Montreal 2016, ISBN 978-1-77046-225-0.
- Sabrina, Macmillan, New York 2018, ISBN 978-1-77046-316-5 (dt. im Blumenbar Verlag, Berlin 2019, ISBN 978-3-351-05071-9, übersetzt von Karen Köhler und Daniel Beskos).
- Acting Class, Drawn & Quarterly, Montreal 2022, ISBN 978-1-77046-492-6 (dt. im Blumenbar Verlag, Berlin 2022, ISBN 978-3-351-05102-0, übersetzt von Karen Köhler und Daniel Beskos)